# Benejúzar
Benejúzar (en valenciano Benejússer) es un municipio de la Comunidad Valenciana, España. Situado en el sur de la provincia de Alicante, en la comarca de la Vega Baja del Segura. Cuenta con una población de 5697 habitantes (INE 2024). Se trata de un municipio hispanófono, en el que el español cuenta con el predominio lingüístico reconocido legalmente.

## Toponimia
El topónimo Benejúzar tiene su origen en la época de la Reconquista Española, ya que aparece en el libro de repartimiento de Orihuela, en el que se le menciona como Beniyucef (alquería de múdejar de Beniyucef), por lo que se puede deducir que el origen etimológico del nombre proviene del árabe.

## Geografía
A pies de la Sierra de Benejúzar, el término municipal de Benejúzar es atravesado de oeste a este por el río Segura. Benejúzar cuenta con un Paraje natural de bosque mediterráneo repoblado con vegetación autóctona. De este modo, la Sierra con múltiples especies de flora que se encuentran repartidas por toda esta extensión motañosa.
El municipio alicantino se encuentra a una altitud de 25 metros y cuenta con una superficie de 9,33 km². Está ubicado a 52 km de distancia de la capital de la provinicia (Alicante). 

### Localidades limítrofes
Su término municipal limita con los de Algorfa, Almoradí, Jacarilla y Orihuela.

## Historia
El nombre de Benejúzar, de origen árabe, hace remontar sus orígenes a este período.
Sofocada la rebelión mudéjar de 1264, por las huestes castellanas, con la ayuda de las aragonesas del infante Don Pedro y del rey Don Jaime I de Aragón, permitieron dejar sin efecto el pacto de 1243, por lo que Alfonso X el Sabio, hubo de tomar las medidas necesarias, para incorporar Orihuela a la Corona de Castilla. Y una de estas
medidas, sería la confirmación, el 15 de julio de 1266, de su término y jurisdicción, tal como lo había tenido en el periodo almohade: Orihuela, Abanilla, Albatera, Arrabal y Guardamar.
Así las cosas, con más paz que discordias, iniciará el rey castellano la repoblación del solar oriolano. Torres Fontes en su "Repartimiento de Orihuela", transcribe el texto del Códice referido al entonces
término oriolano. El referido autor nos informa que en "BENEYUCEF", debió haber una parte que constituye un "donadio", pues en la tercera partición se toman seiscientas tahullas a Pedro Cornell, para repartirlas entre los herederos de esta "quadrella". Sitúa a la "quadrella" de Beneyucef a la izquierda del río Segura y escribe:
"parece que no hay duda en cuanto a su identidad con la actual Benejúzar, con un término entonces más reducido."
La organización como núcleo de población hay que situarla en el siglo XIV, cuando unos caballeros de apellido Martí, comenzaron a adquirir haciendas en la localidad, y dieron en titularse herederos de Benejúzar. Desde 1290 comenzó una marcada tendencia a la creación de este tipo de nuevos señoríos en toda la comarca. La transformación de Benejúzar en un señorío nobiliario sería un punto clave para la evolución histórica de esta comarca.
Durante los siglos XIV y XV existía en Benejúzar una parroquia bajo la advocación de San Bartolomé que incluía lo que hoy es el pueblo de San Bartolomé. La fundación de la nueva parroquia de Nuestra Señora del Rosario data de 1615 (los libros de partidas de bautismo más antiguos que se conservan son de esa fecha).
Lugar de moriscos, su expulsión en 1609 vino seguida de una carta puebla de 1611 a favor del Baile General de Orihuela Jaime Rosell y Desprats, I señor de Benejúzar, que contrató a 32 vecinos con las mismas condiciones que tenían los moriscos. La casa de Rosellfue la que durante más tiempo ostentó el título de señores de Benejúzar y por ello es su escudo el que fue aceptado como escudo de Benejúzar. 
Se debe tener en cuenta que como acostumbraban los lazos nobles de la época, existió una endogamia derivada de los matrimonios concertados con herederas del mismo sustrato económico-social que los herederos de los señoríos. Esto es probado a través del estudio del árbol genealógico del señor Jaime Rosell, célebre marqués de la Guerra de Sucesión descendiente de Gullién Rosell, compañero de conquista del refutado conquistador Jaume I, en el que se puede observar un siglo de linaje familiar constituido por las mismas dos familias, la familia Ruíz y la familia Rocamora. Ya como primer señor de Benejúzar Rosell fundó sendos mayorazgos para su único heredero con el beneplácito de Orihuela en 1630.
Al I señor Jaime Rosell y Desprats le sucedió su hijo José Rosell y Ruiz, II señor de Benejúzar y Caballero de la Orden de Alcántara. Hijo de este, sucedió Alfonso Rosell y Rocamora, III señor y Caballero de la Orden de Calatrava, al que sucedió su hijo Jaime Rosell de Rocamora y Ruiz, IV señor de Benejúzar, Gobernador de Orihuela, Virrey de Mallorca, Consejero de Estado del Rey de Romanos Carlos de Habsburgo durante la guerra de sucesión española y Marqués Consorte de Rafal. No tuvo descendencia.
Después el señorío llegó a manos de Luis Rosell y Roca de Togores (Luis I), V señor y primo-hermano del anterior portador, quien tampoco tuvo descendencia.
Pasó entonces el señorío a Luis Roca de Togores y Moncada (Luis II), VI señor, que fue sucedido por su hijo el VII señor Juan Roca de Togores Escorcia.
A este lo sucedió su hijo Luis Roca de Togores y Varcárcel (Luis III), VIII señor de Benejúzar y último portador del título, que quedó abolido en 1812.
En 1628 se separó de Orihuela.
Durante el año de 1648, la comarca entera fue violentamente azotada por una gran epidemia de peste, donde murió más del 63% de la población. Esto fue una de las causas, no la única, de la pérdida de la lengua valenciana en el Bajo Segura al producirse un considerable vacío demográfico que fue cubierto con las migraciones de ciudadanos de Murcia a la Vega Baja a partir de la segunda mitad del siglo XVII. Posteriormente a este suceso, a partir de 1689 se puede determinar un ritmo ascendente en el crecimiento demográfico de la población de este municipio.
La desaparición del frecuente uso de la lengua catalana, se deriva en parte de la epidemia anteriormente mencionada. Entre 1646 y 1694 parte de la población de Murcia se traslada a la zona de la Vega Baja a causa de un aumento considerable de su población, que se estima incrementó un 30 %. A raíz de este movimiento migratorio, un porcentaje significativo de los poblados de esta región del Segura (entre los que se incluye Benejúzar), adquirieron algunas costumbres culturales, etimológicas y alimenticias propias de la región murciana. Para la llegada de los primeros censos en el siglo XVIII en el territorio español, Benejúzar se encontraba entre los 4 municipios más poblados de la comarca de la Vega Baja con un total de estimado de 2200 habitantes.
En 1829, un terremoto destruyó completamente el pueblo y fue reconstruido en la zona opuesta del Segura poco después. Posteriormente en verano del año 1834, una epidemia de Cólera afectaría gravemente al poblado, llegando a superar en número de afectados por la enfermedad a Almoradí y Orihuela (ambos considerablemente superiores en población a Benejúzar, especialmente Orihuela).
La historia de esta población sufrió, junto con toda España, las consecuencias de la guerra civil española (1936-1939) dividiéndose su población en dos bandos enfrentados. Algunos de los confinados en la cárcel de Alicante se confiaron en brazos de quienes ellos consideraban su único apoyo dadas sus hondas raíces católicas, la madre de Dios en su advocación del Pilar. Al término de la guerra, los supervivientes regresados a Benejúzar introdujeron el culto a esta advocación y a día de hoy todavía se celebra la romería que en su honor, como agradecimiento, promovieron aquellos hombres.

## Geografía humana

### Demografía
Cuenta con una población de 5697 habitantes (INE 2024).
| Gráfica de evolución demográfica de Benejúzar entre 1842 y 2021                                                       |
| |
| Población de derecho según los censos de población del INE. Población de hecho según los censos de población del INE. |

| 1900 | 1910 | 1920 | 1930 | 1940 | 1950 | 1960 | 1970 | 1981 | 1991 | 1998 | 1999 | 2000 | 2001 | 2002 |
| 2094 | 2518 | 2634 | 2977 | 3119 | 3527 | 3705 | 3516 | 4041 | 4621 | 5067 | 5067 | 4942 | 5007 | 5019 |
| 2003 | 2004 | 2005 | 2006 | 2007 | 2008 | 2009 | 2010 | 2011 | 2012 | 2013 | 2014 | 2015 | 2016 | 2017 |
| 5114 | 5216 | 5249 | 5306 | 5419 | 5472 | 5467 | 5474 | 5459 | 5425 | 5453 | 5394 | 5398 | 5364 | 5372 |
| 2018 | 2019 | 2020 | 2021 | 2022 | 2023 |      |      |      |      |      |      |      |      |      |
| 5361 | 5402 | 5435 | 5453 | 5480 | 5625 |      |      |      |      |      |      |      |      |      |

### Economía
Situada en el centro de la comarca, su economía se basa en el cultivo de los cítricos, especialmente la naranja y el limón. La principal actividad económica del municipio es la construcción, que supera ampliamente en cantidad de empresas a todos los demás sectores que proporcionan trabajo a esta localidad. 

## Política
| Periodo   | Nombre                       | Partido   |
| --------- | ---------------------------- | --------- |
| 1979-1983 | Manuel Mora López            | UCD       |
| 1983-1987 | José Antonio García Meseguer | PSPV-PSOE |
| 1987-1991 | José Antonio García Meseguer | PSPV-PSOE |
| 1991-1995 | José Antonio García Meseguer | PSPV-PSOE |
| 1995-1999 | José Antonio García Meseguer | PSPV-PSOE |
| 1999-2003 | José Antonio García Meseguer | PSPV-PSOE |
| 2003-2007 | José Antonio García Meseguer | PSPV-PSOE |
| 2007-2011 | Antonio Bernabé Bernabé      | PP        |
| 2011-2015 | Antonio Bernabé Bernabé      | PP        |
| 2015-2019 | Antonio Bernabé Bernabé      | PP        |
| 2019-2023 | Miguel López Arenas          | PSPV-PSOE |
| 2023-act. | Vicente Cases Sanz           | PP        |

La alcaldía del municipio, presidida actualmente por Vicente Cases Sanz, cuenta con 6 departamentos encargados del desarrollo del municipio. Entre estos encotramos el departamento de economía y hacienda (dónde se incluyen a su vez urbanismo, seguridad ciudadana, movilidad y tráfico, patrimonio, recursos humanos y organización) presidido por el alcalde principal. Comercio, hostelería, turismo, educación y cultura, presidido por el segundo alcalde, un departamento de fiestas, imagen urbana, mantenimiento y deportes, un departamento de mujer e igualdad (bienestar social), uno de empleo, juventud, mayores y residentes extranjeros, y un último encargado de infraestructuras, comunicación, nuevas tecnológías, medio ambiente, sanidad y bienestar animal.
En la historia demócratica del municipio, ha existido una predominancia del Partido Socialista Obrero Español (PSOE) respecto al Partido Popular (PP), habiendo gobernado este primero hasta en 7 ocasiones distintas (en 6 ocasiones consecutivas entre el año 1983 y el año 2007). Antonio Bernabé Bernabé fue el primer alcalde del Partido Popular con un mandato en Benejúzar, y se mantuvo en su cargo por 12 años entre el año 2007 y el año 2019 como se puede observar en la tabla superior.

## Monumentos y lugares de interés
- Paraje Natural. Benejúzar cuenta con un Paraje natural de bosque mediterráneo en donde se pueden practicar multitud de deportes, en sus piscinas, en su pabellón polideportivo, pistas de tenis, campo de fútbol, pistas de petanca, senderos a través de la montaña, etc
- Sierra de Benejúzar[12]. Sistema montañoso ubicado al sur del municipio. Sus puntos más altos son el alto de la Escotera (195m.), Cabezo de los Mozos (168m.), y Cabezo Redondo (166m.).

- El Cabezo Redondo. Es el punto más elevado y forma un importante balcón paisajístico desde el cual se puede divisar parte de la Vega Baja.

- Santuario de la Virgen del Pilar. Es la ermita construida en 1943 por la Hermandad del Pilar en honor a la Virgen del Pilar, en cuyo honor se celebran las Fiestas y Romería del Pilar, que constituye cada año una de las fiestas más importantes del pueblo y de la Comarca de la Vega Baja del Segura, ya que atraen no solo a vecinos de la Comarca, sino también de las comunidades vecinas como Murcia y Albacete. En el año 2014 se celebró un Año Jubilar por el 75 aniversario de la llegada de la Santísima Virgen del Pilar a Benejúzar, año que quedó marcado en el corazón de todos los benejucenses.

## Galería fotográfica

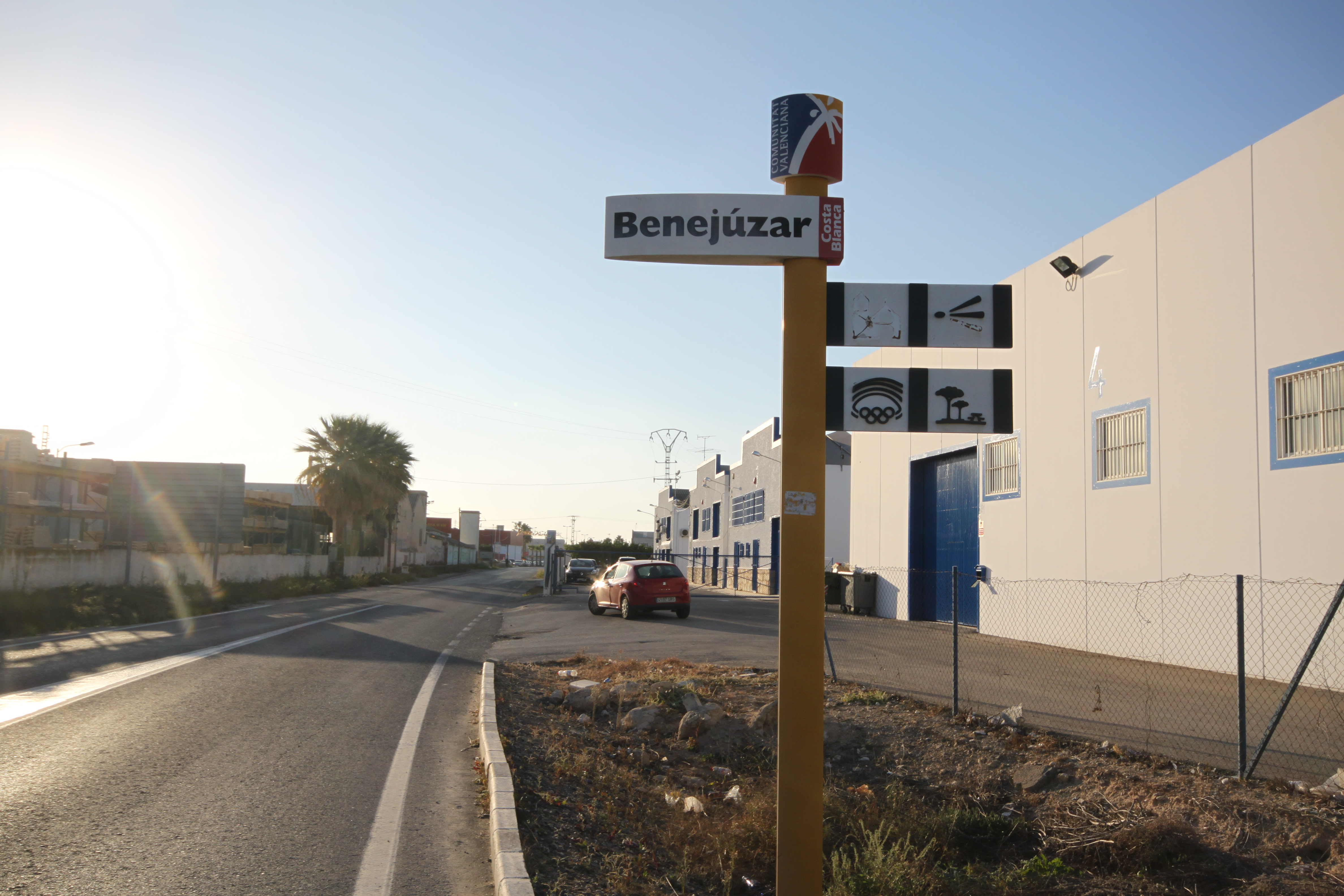
Acceso
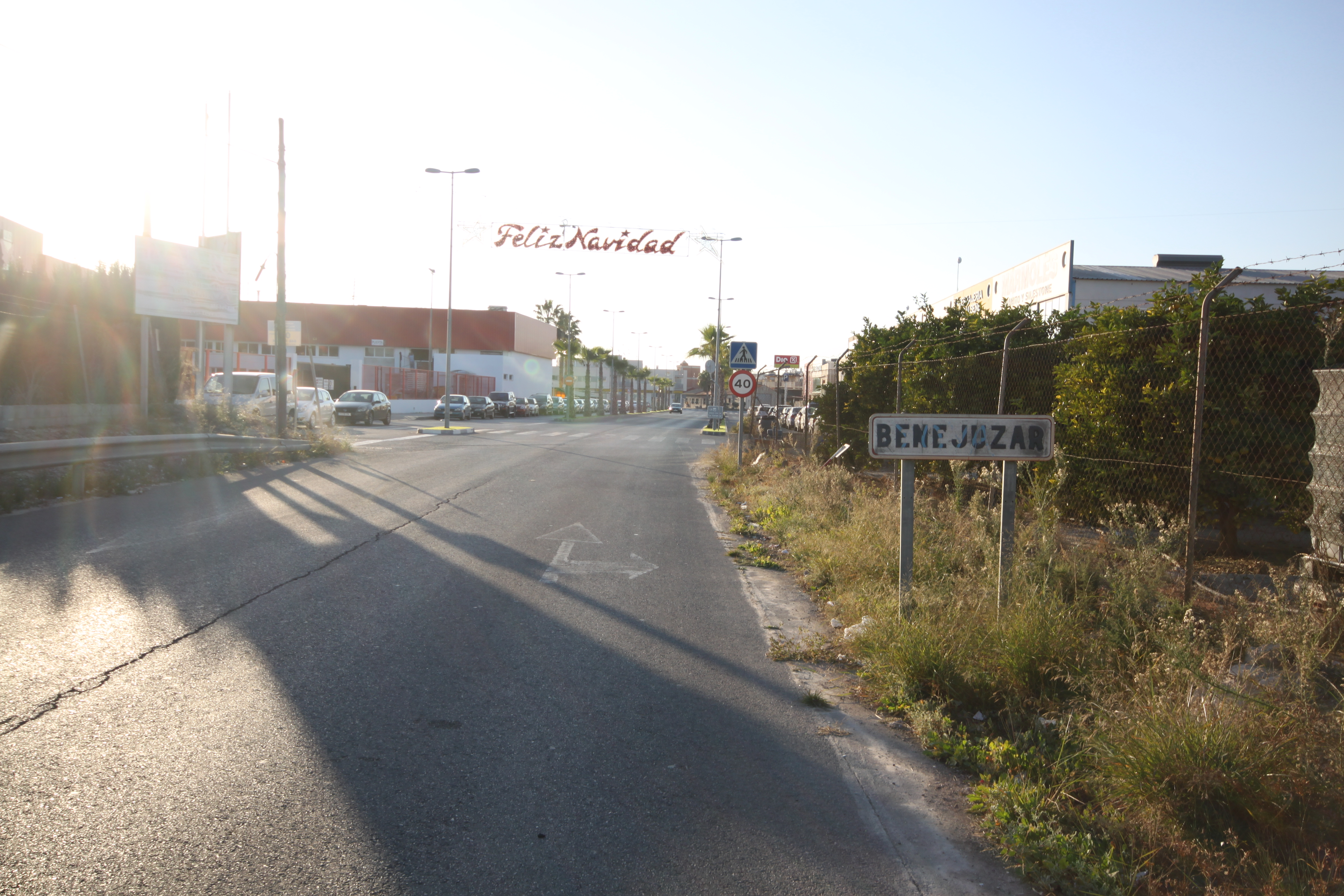
Acceso
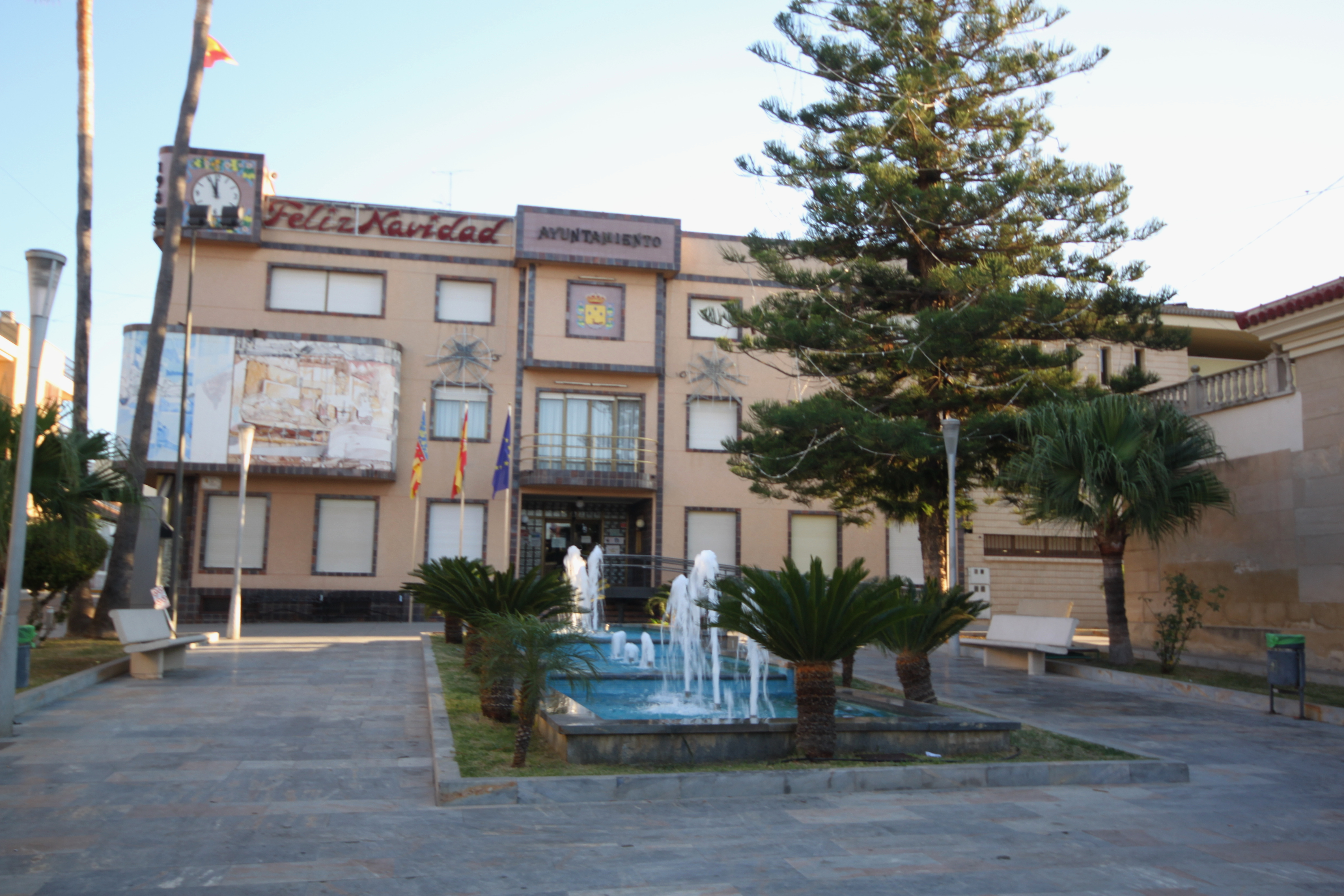
Ayuntamiento
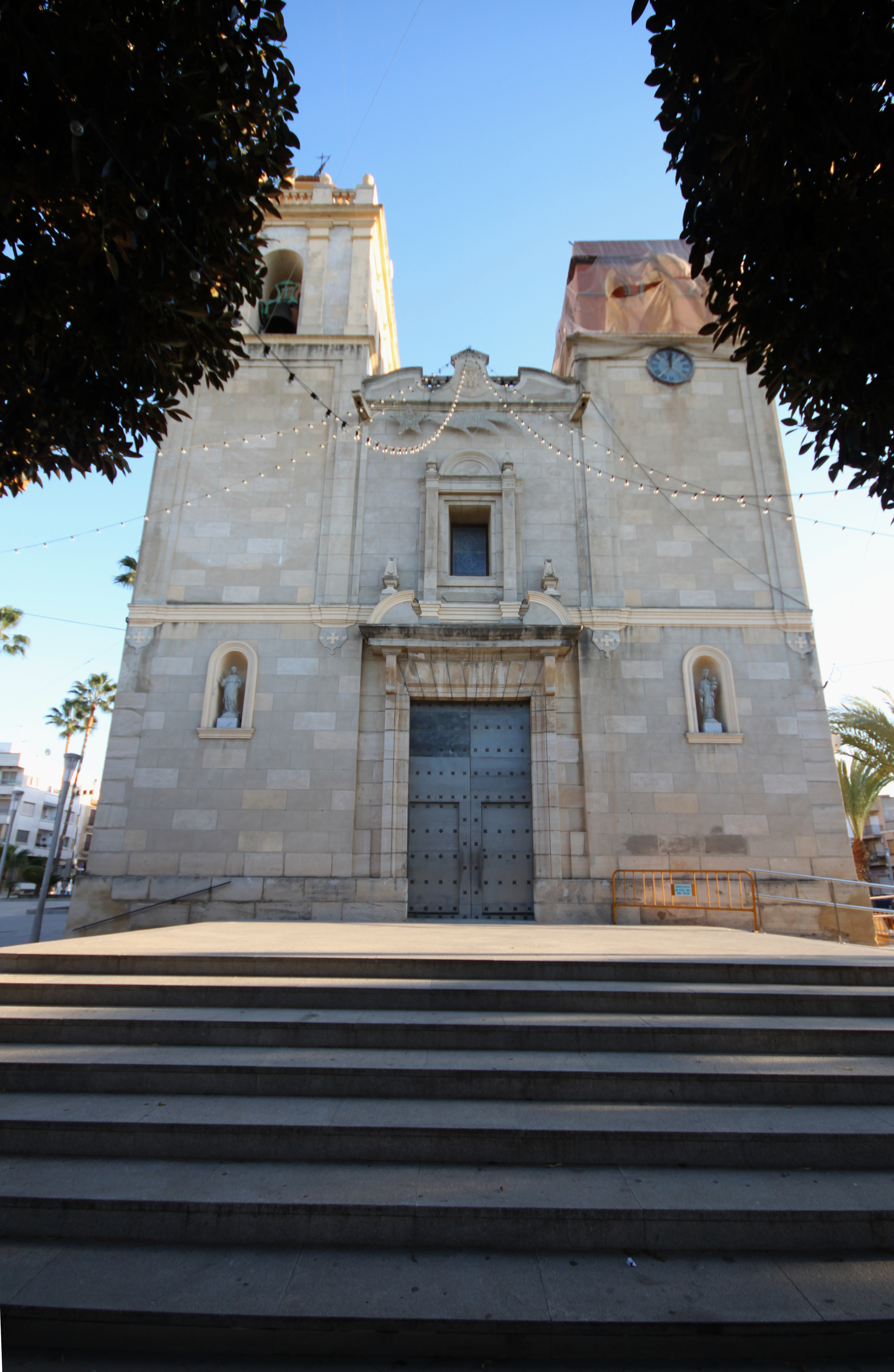
Iglesia
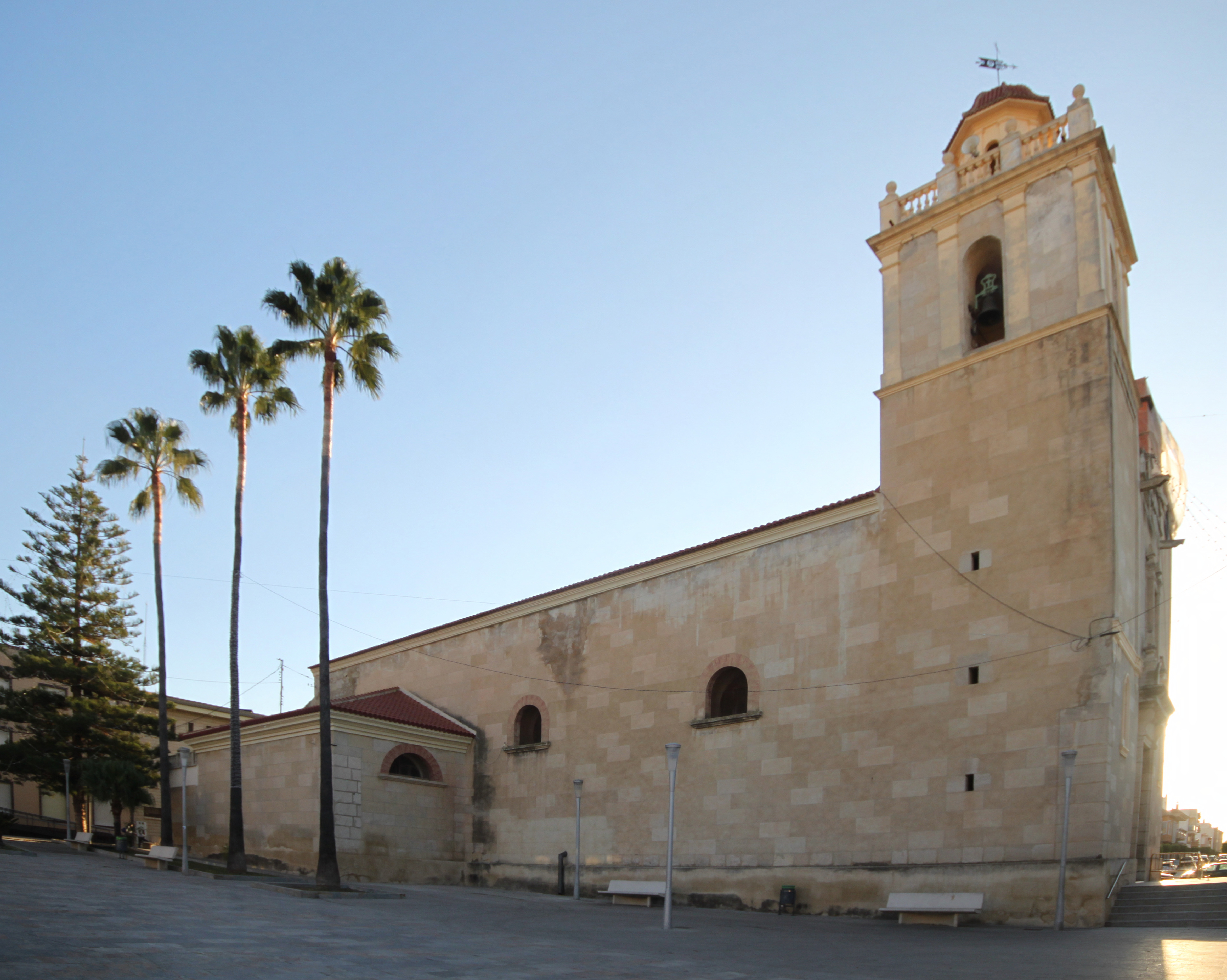
Iglesia

## Fiestas locales
- Fiestas Patronales. Desde antiguo se celebran la misma semana de la fiesta del Corpus por tanto cada año cambia su fecha de celebración. Son en honor de la Virgen del Rosario patrona de la localidad.
- Fiestas y Romería a Ntra. Sra. del Pilar. Las celebraciones en honor de la Virgen del Pilar comienzan al término de las que se celebran en honor de su advocación del Rosario. Desde el 8 de octubre hasta el 12 de octubre, a la par con la noble ciudad de Zaragoza. Las Fiestas y Romería en honor a la Virgen del Pilar son una de las tradiciones más arraigadas de la localidad de Benejúzar. Su historia se remonta a más de 80 años y cada 12 de octubre reúne a vecinos de la localidad y de toda la Vega Baja, devotos de distintos puntos de la geografía española, visitantes y curiosos, que juntos recorren los casi dos kilómetros que separan la iglesia de Nuestra Señora del Rosario, ubicada en el centro del pueblo, del Santuario de Nuestra Señora del Pilar, en plena Sierra de Benejúzar, donde se celebra un gran día de convivencia popular.

Éstas fiestas están declaradas como de Interés Turístico Provincial y Autonómico.
- Semana Santa. Se celebra Domingo de Ramos, con la procesión de las palmas. Jueves Santo. Viernes Santo en la noche la procesión general con las imágenes de San Juan, Ntro. Padre Jesús Nazareno y Ntra. Sra. de la Soledad. Sábado Santo la procesión del Silencio y el Domingo de Resurrección con la procesión del encuentro entre la Patrona la Virgen del Rosario y el Santísimo Sacramento.
- Moros y Cristianos. Esta celebración[13] que se extiende por gran parte del territorio español, tiene su versión en el municipio de Benejúzar. Desde que fue iniciada por un grupo de jóvenes en el año 1992, se suceceden anualmente una serie de desfiles por partes de ambos bandos en el mes de junio, tras finalizar las fiestas patronales de la Señora del Rosario. El desfile se encuentra conformado por comparsas del bando moro y comparsas del bando cristiano, siendo partícipes de cada bando tres asociaciones respectivamente.

## Gastronomía
La gastronomía benejucense se destaca por la implementación de la hortaliza y la verdura propiamente autóctonas del municipio. Sumado a lo anterior, existe una apuesta por una presentación mixta que reúne elementos tradicionales e innovadores, en relación con la gastronomía alicantina y parte de la murciana.

### Entrantes
En cuanto a los platos que funcionan a modo de acompañante del plato de principal, destacamos las distintas ensaladas de la comarca. Estas pueden tener como elemento principal alcasiles, lisones o serrajones. Todas las hortalizas anteriormente mencionadas son fácilmente localizables en los múltiples huertos que se extienden a lo largo del municipio de Benejúzar.

### Platos principales
Se destacan como elementos fundamentales de la gastronomía propia de esta localidad ubicada en el sur de la provinicia de Alicante. Es posible distiniguir de este modo el arroz con costra y el cocido con pelotas. El arroz con costra se trata de un alimento sumamente común de la costa alicantina y que se extiende por la zona de la Vega Baja, elaborado principalmente con los siguientes ingredientes: conejo a trozos, embutido, tomate, aceite de oliva, azafrán, perejil, sal, huevos, caldo de pollo y por descontado arroz blanco.
En segundo término, encontramos el cocido con pelotas. Este plato en esencia se asemeja al cocido madrileño, aunque con ciertas particularidades que lo diferencian del anterior. El cocido con pelotas está compuesto por los siguientes ingredientes: garbanzos, jamón curado, chorizo , calabaza, patatas, apio, zanahorias, chirivia, col, especias y colorante. El ingrediente distintivo de este platillo son las pelotas, elaborados a partir de media pechuga de pavo, 2 o 3 huevos, un blanco para cocido, la molla de 2 rebanadas de pan, ajo, perejil, sal, piel de limón rayada y 2 cucharadas de piñones.

### Postres
Por último resaltamos los postres del municipio, que en cuanto a cantidad se posicionan como el elemento fundamental de la gastronomía benejucense. Los postres propios de este territorio son: las almojábenas, los buñuelos de calabaza, los paparajotes y el pan de calatrava.

## Hermanamientos
- Figino Serenza, Italia
- Pont-Saint-Esprit, Francia